# Черепетское сельское поселение
Черепетское сельское поселение — бывшее муниципальное образование в составе Суворовского района Тульской области. Законом Тульской области от 1 апреля 2013 года № 1901-ЗТО включено в состав Северо-Западного муниципального образования.
Административный центр — посёлок Черепеть.

## Населённые пункты
До 2011 года в состав сельского поселения входили 34 населённых пункта:
- посёлки: Черепеть, Збродовский, Лужковский, Новая Черепеть, Северо-Агеевский, Черепетская Коммуна, Краинка.
- сёла: Доброе, Знаменское, Лужки, Рождествено.
- деревни: Балево, Белое, Бобровка, Болото, Большая Алешня, Варушицы, Герасимово, Гущино, Дорофино, Западное, Збродово, Зелёная Роща, Зудкино, Ившино, Краинка, Малая Алешня, Острый Клин, Песочня, Покровское, Телятинки, Цепинка, Ширяево.
- посёлок при железнодорожной станции: Балево.

### С 2011 года
В 2011 году к Черепетскому сельскому поселению было присоединено Песковатское сельское поселение.
В состав Песковатского сельского поселения ранее входили 20 населённых пунктов:
- сёла: Песковатское, Жеремино, Кипеть, Мыжбор,
- посёлок: Новослободский,
- деревни: Александрия, Александровка, Горки, Желоба 1, Желоба 2, Измайловка, Косолапово, Крюковка, Курьяново, Лихвинка, Новая Слободка, Павловка, Переславичи, Подгородняя Слободка, Синюково.